# Vladimir Ščagin
Vladimir Ivanovič Ščagin (in russo Владимир Иванович Щагин?; Mosca, 15 agosto 1917 – Mosca, 14 ottobre 1996) è stato un pallavolista, allenatore di pallavolo e calciatore sovietico.
Giocava nel ruolo di palleggiatore.

## Carriera

### Pallavolo

#### Giocatore
Inizia a giocare nel Promkooperacii e, successivamente, nella squadra cittadina di Mosca con cui vince il suo primo campionato sovietico. Successivamente gioca nello Spartak Mosca grazie alle conoscenze del padre con i fratelli Starostin. Qui, oltre a vincere il suo secondo campionato sovietico, ha il grande merito di "scoprire", e portare nel club, un diciannovenne Konstantin Reva.
Con l'inizio della campagna di Russia, e la conseguente interruzione di tutti i campionati, deve interrompere l'attività pallavolistica, che riprenderà nel 1944, nel Lokomotiv Mosca.
Nel 1946 passa alla Dinamo Mosca, con cui vincerà altri quattro campionati sovietici e tre coppe dell'Unione Sovietica.
Con la nazionale vince il campionato del mondo del 1949 e del 1952. È anche campione d'europa nel 1950 e nel 1951.
Si ritira dalla pallavolo giocata nel 1953.

#### Allenatore
Nel 1953, quando è ancora un giocatore, inizia ad allenare la Dinamo Mosca con cui però non riuscirà più a ripetere i risultati di un tempo se non per qualche buon piazzamento in campionato. Segue per i campionati europei la nazionale sovietica nel 1955 e allena la selezione di Mosca nelle Spartachiadi dei Popoli dell'Unione Sovietica.

### Calcio
Durante la campagna di Russia inizia a giocare a calcio nello stesso club dove giocava a pallavolo, lo Spartak Mosca. Essendo interrotto anche il campionato di calcio, gioca partite amichevoli o tornei come il campionato di Mosca. La sua partita più importante e significativa fu quella contro la Dinamo Stalingrado a Stalingrado, nella famosa partita sulle rovine di Stalingrado.
A seguito della deportazione dei fratelli Starostin nel Chilometro 101, come conseguenza delle grandi purghe, lo Spartak Mosca cambia dirigenza. Questa circostanza porta Vladimir a cambiare club a causa di dissidi con la nuova dirigenza, passando alla Lokomotiv Mosca, dove gioca contemporaneamente nella sezione calcistica e nella sezione pallavolistica. Qui disputa il primo campionato sovietico dopo la guerra, registrando otto presenze e segnando un gol. Successivamente, a seguito della ripresa delle competizioni pallavolistiche, decide di dedicarsi esclusivamente alla pallavolo, ritirandosi quindi dall'attività di calciatore.

## Palmarès

### Giocatore

#### Club
- Campionato sovietico: 6

1936, 1940, 1946, 1947, 1948, 1951
- Coppa dell'Unione Sovietica: 3

1950, 1951, 1952

#### Nazionale (competizioni minori)
- - Festival Mondiale della Gioventù e degli Studenti 1947

### Allenatore

#### Nazionale (competizioni minori)
- - Spartachiadi dei Popoli dell'Unione Sovietica 1959